# Ilstorps kyrka
Ilstorps kyrka är en kyrkobyggnad i Ilstorp. Den tillhör Sjöbo församling i Lunds stift.

## Kyrkobyggnaden
Kyrkan i romansk stil är byggd under 1200-talets mitt. Den bestod ursprungligen av långhus och rakt avslutat kor. Under 1400-talet försågs kyrkan med tegelvalv. Troligen tillkom vapenhuset i samma skede. Vid slutet av 1800-talet genomfördes en renovering då korets östra gavel revs och istället byggdes en absid. Vapenhuset tillbyggdes med ytterligare en våning där kyrkklockorna fick sin plats. Tidigare hade kyrkklockan gjuten 1653 hängt i en fristående klockstapel.
Interiört finns målningarna kommer från olika tidsepoker, de äldsta från 1400-1500-talen.

## Inventarier
- Altaruppsats från 1600-talet, som är ett så kallat additionsaltare då det består av texter istället för bilder. Texterna är hämtade ur Fredrik den II:s bibel från 1589.
- Predikstolen är daterad till 1645. I predikstolens fält är evangelister avbildade.
- Krucifixet i triumfbågen är från 1600-talet.
- Dopfunten tillkom 1977 och är tillverkad av Söwekonst.
- Det finns ett harmonium i kyrkan.

## Bildgalleri

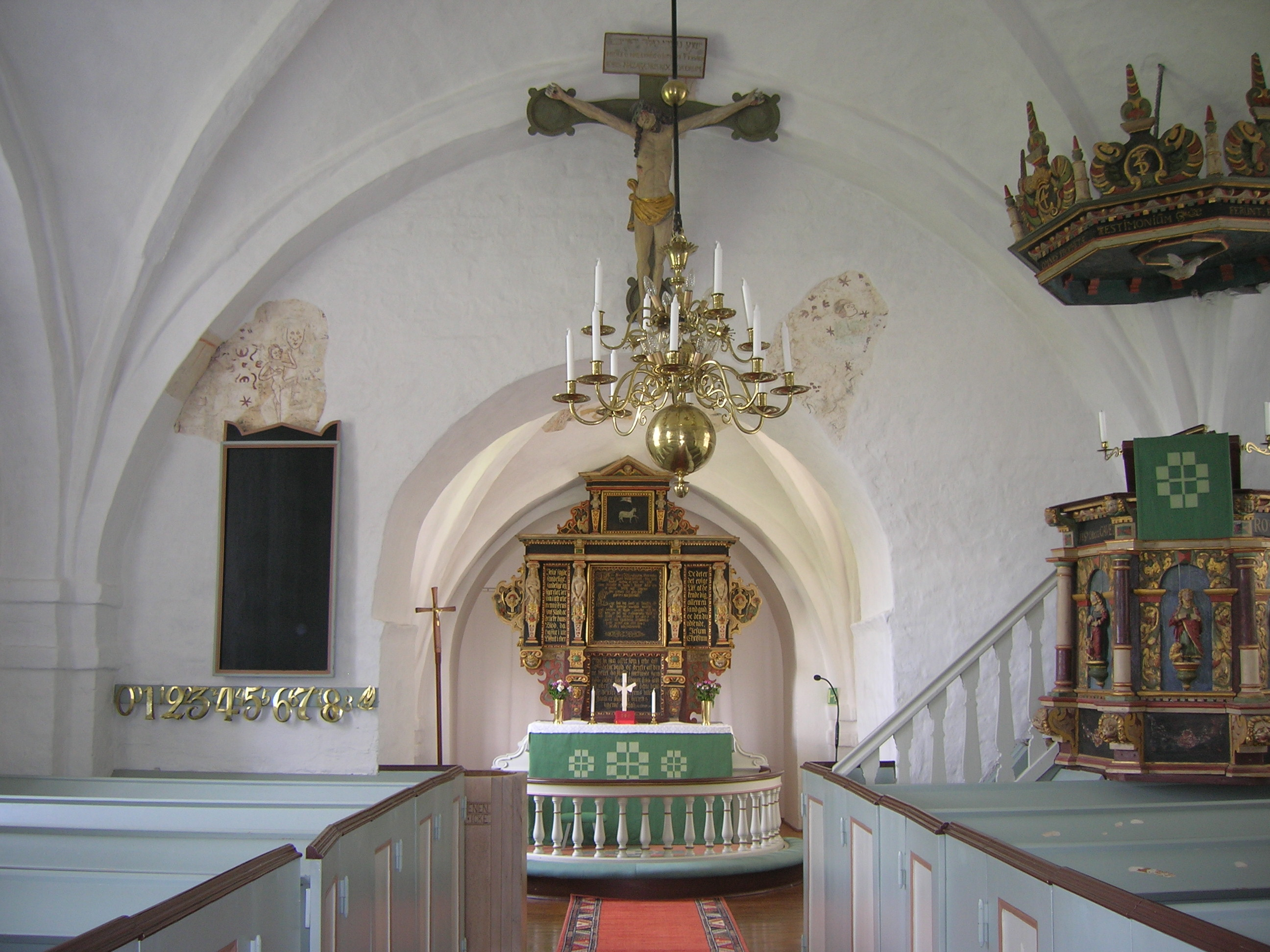
Interiör
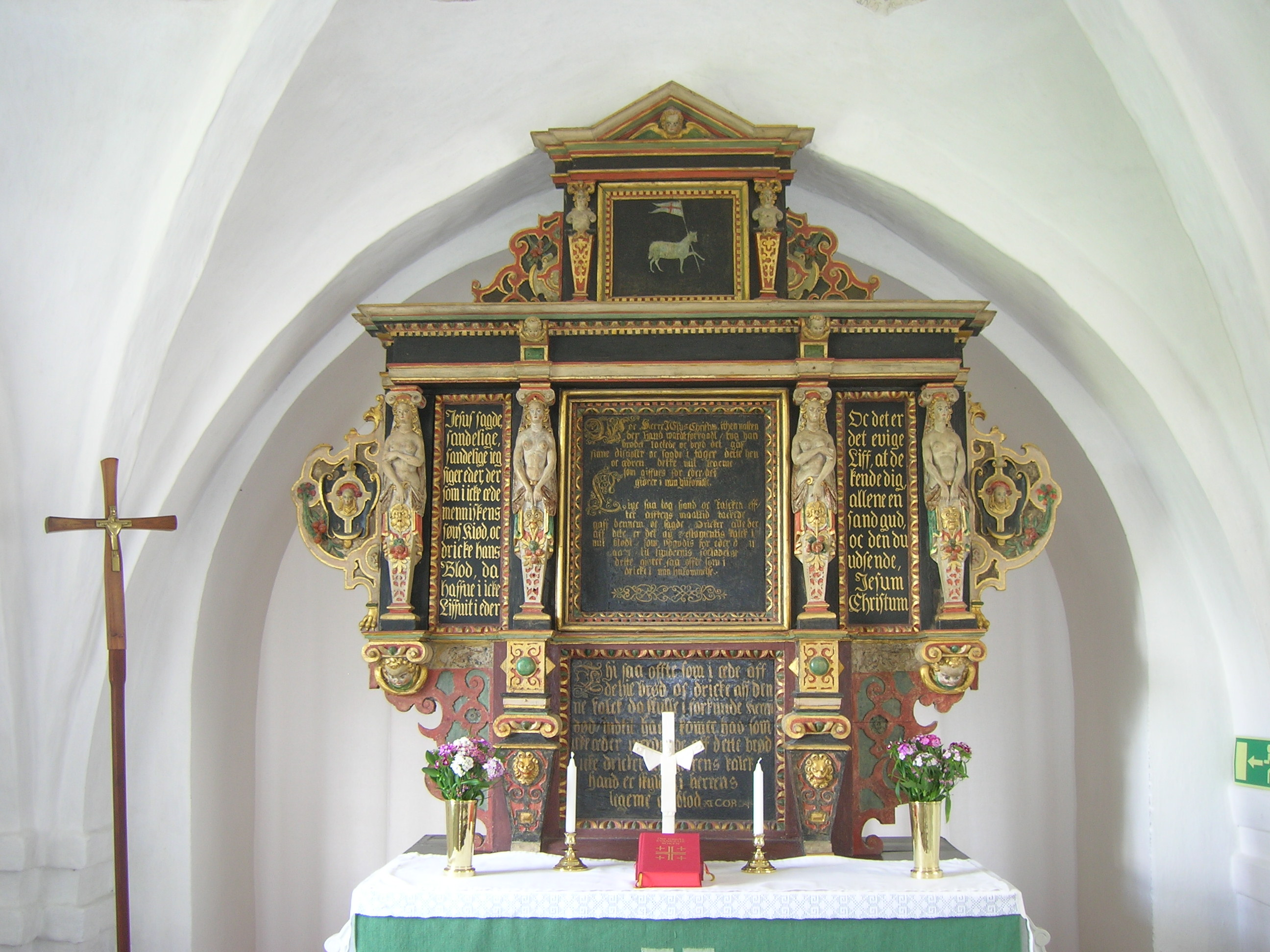
Altaruppsatsen
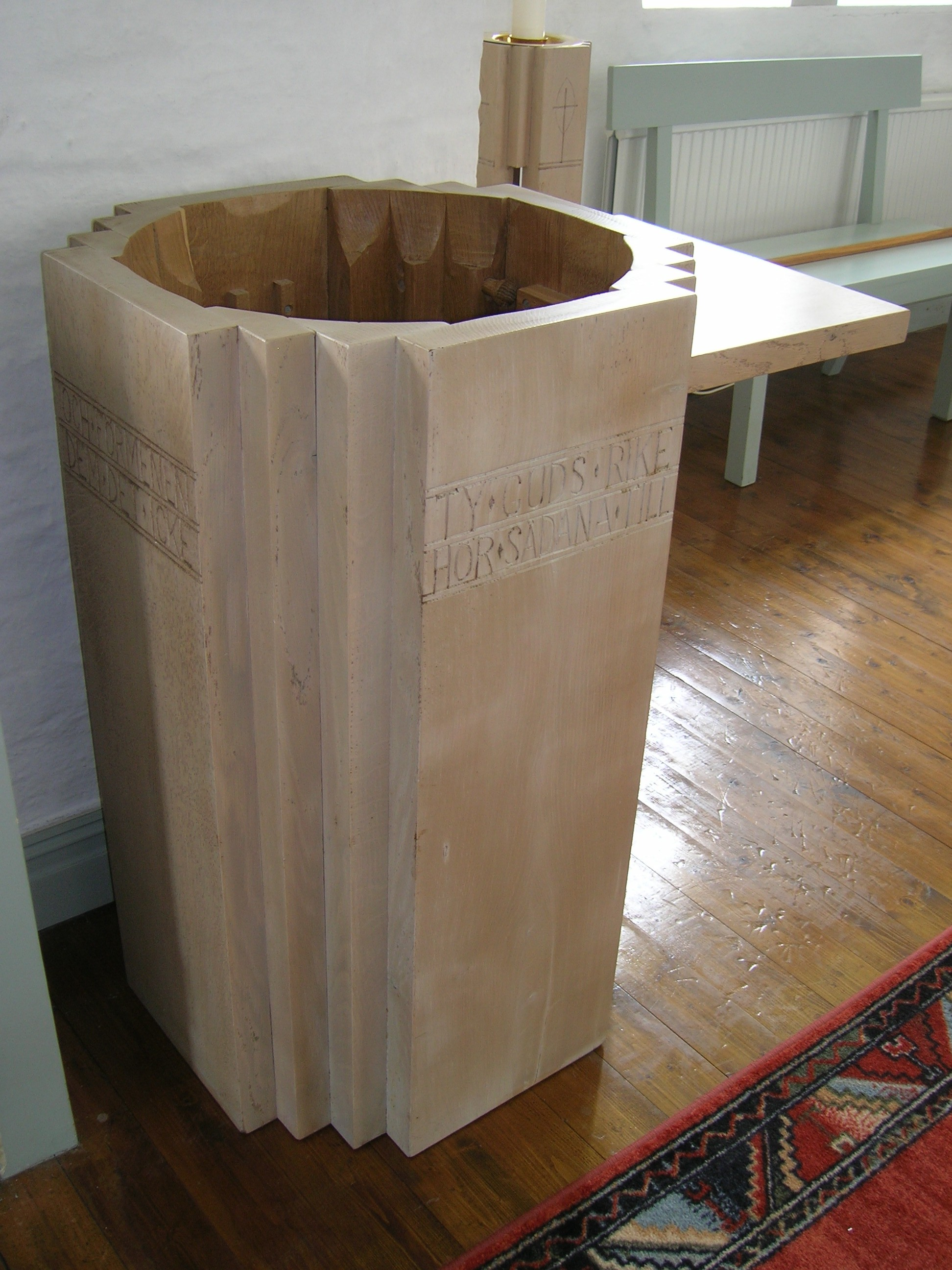
Dopfunten
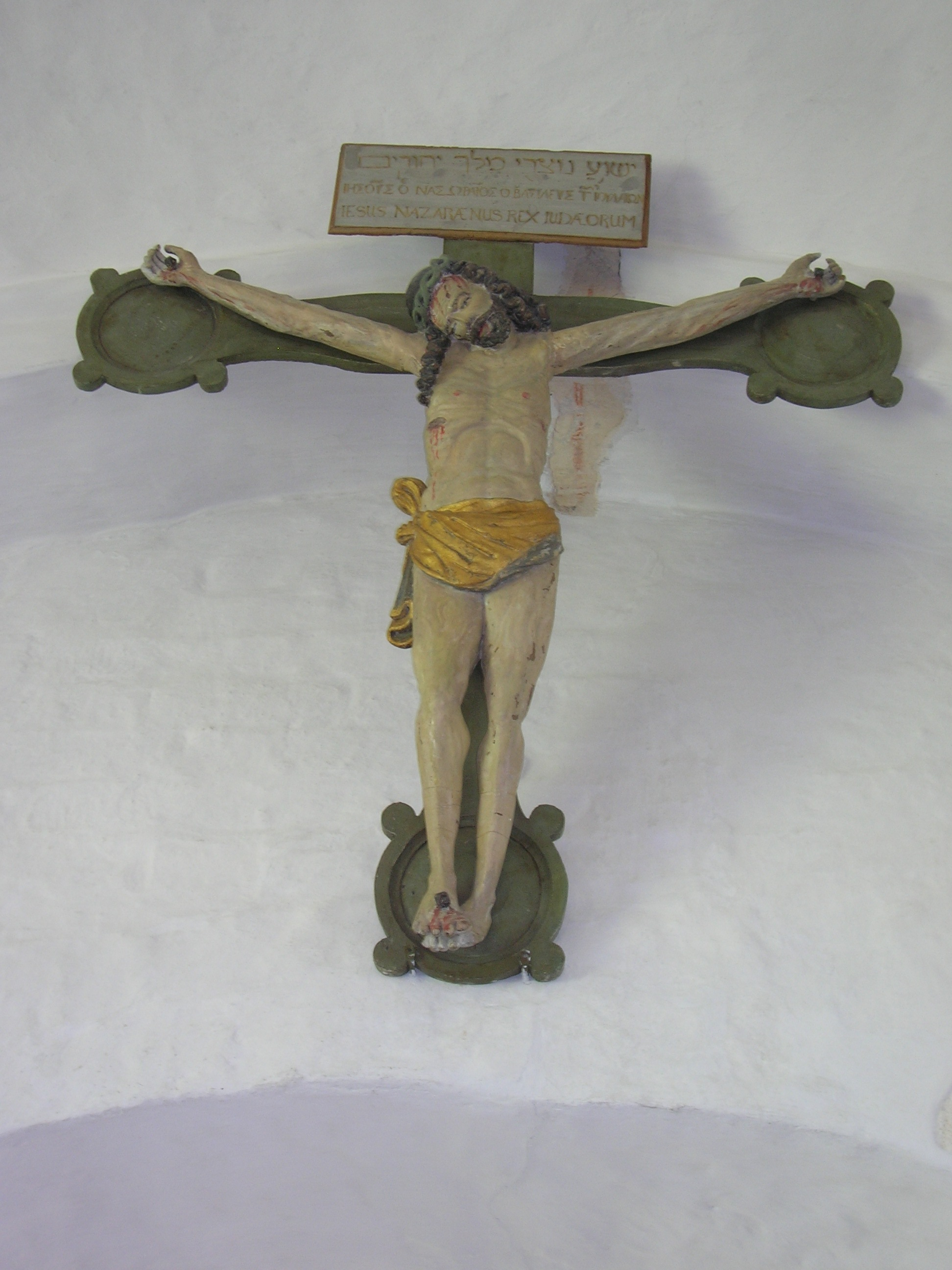
Krucifix